# Đường sắt cao tốc khu vực đô thị tuyến C
Đường sắt cao tốc khu vực đô thị tuyến C (Tiếng Hàn: 수도권 광역급행철도 C노선 Sudogwon Gwangyeok Geuphaeng Cheoldo C noseon) là tuyến đường sắt tốc hành khu vực đô thị dự kiến kết nối Ga Deokjeong với Ga Suwon. Trong số các đoạn này, đoạn Deokjeong ~ Dobongsan được dùng chung với Tuyến Gyeongwon, đoạn Gwacheon ~ Geumjeong được dùng chung với Tuyến Gwacheon và đoạn Geumjeong ~ Suwon được dùng chung với Tuyến Gyeongbu. Việc xây dựng bắt đầu vào cuối năm 2023 và dự kiến mở cửa vào năm 2028. Thời gian di chuyển là 18 phút từ Suwon ~ Yangjae, 22 phút từ Suwon ~ Samseong, 16 phút từ Uijeongbu ~ Samseong và 23 phút từ Deokjeong ~ Samseong và tốc độ khoảng 100 km/h. Sau khi mở cửa, nó được kỳ vọng sẽ cải thiện đáng kể điều kiện giao thông đô thị ở khu vực đô thị phía đông bắc và phía nam.

## Thông tin tuyến đường
- Tên tuyến đường: Đường sắt cao tốc khu vực đô thị tuyến C[1]
- Số tuyến: chưa quyết định
- Khoảng cách tuyến đường: 74,2 km
- Tổ chức điều hành: chưa quyết định
- Khổ: 1.435mm (Khổ tiêu chuẩn)
- Cách di chuyển: Giao thông bên trái
- Số ga: 10
- Thiết bị bảo mật: ATP
- Phương tiện vận hành: Tàu SG Rail số C000

## Lịch sử
- Tháng 1 năm 2016: Bắt đầu nghiên cứu khả thi sơ bộ
- 11 tháng 12 năm 2018: Thông qua nghiên cứu khả thi sơ bộ
- 24 tháng 2 năm 2022: Đã thêm các ga Wangsimni, Indeogwon, Uiwang và Sangnoksu vào tuyến[2]
- 28 tháng 12 năm 2023: Bắt đầu xây dựng[3][4]
- Năm 2028: Ga Samseong dự kiến mở cửa[5]

## Ga
Đây là thông báo của Bộ Đất đai, Cơ sở hạ tầng và Giao thông vận tải vào ngày 7 tháng 7 năm 2017 và có thể thay đổi trong tương lai.
- ● Đoạn có màu của Tàu điện ngầm vùng thủ đô Seoul tuyến 1 (Deokjeong ~ Đại học Kwangwoon) và (Geumjeong ~ Suwon) dự kiến sẽ dùng chung đường ray với Tuyến Gyeongwon và Tuyến Gyeongbu.
- ● Đoạn mã màu của Tàu điện ngầm vùng thủ đô Seoul tuyến 4 (Khu phức hợp Chính phủ Gwacheon ~ Geumjeong) dự kiến sẽ dùng chung đường ray với Tuyến Gwacheon.

| Tuyến           | Số ga  | Tên ga                          | Tên ga       | Tên ga        | Chuyển tuyến               | Khoảng cách | Tổng khoảng cách | Vị trí      | Vị trí        |
| Tuyến           | Số ga  | Tiếng Anh                       | Hangul       | Hanja         | Chuyển tuyến               | Khoảng cách | Tổng khoảng cách | Vị trí      | Vị trí        |
| --------------- | ------ | ------------------------------- | ------------ | ------------- | -------------------------- | ----------- | ---------------- | ----------- | ------------- |
| Tuyến Gyeongwon | X301   | Deokjeong                       | 덕정         | 德亭          | (105)                      | 0.0         | 0.0              | Gyeonggi-do | Yangju-si     |
| Tuyến Gyeongwon | X302   | Uijeongbu                       | 의정부       | 議政府        | (110)                      | 12.5        | 12.5             | Gyeonggi-do | Uijeongbu-si  |
| Tuyến Gyeongwon | X303   | Chang-dong                      | 창동         | 倉洞          | (116) (412)                | 9.2         | 21.7             | Seoul       | Dobong-gu     |
| Tuyến Gyeongwon | X304   | Đại học Kwangwoon               | 광운대       | 光云大        | (119)                      | 3.7         | 25.4             | Seoul       | Nowon-gu      |
| GTX C           | X305   | Cheongnyangni                   | 청량리       | 淸凉里        | (124) (K117) (K209) (K117) | 5.2         | 30.6             | Seoul       | Dongdaemun-gu |
| GTX C           | X306   | Wangsimni                       | 왕십리       | 淸凉里        | (K210) (208) (540)         | 2.5         | 33.1             | Seoul       | Seongdong-gu  |
| GTX C           | X307   | Samseong                        | 삼성         | 三成          | (219) Tuyến 9 GTX-A (X107) | 6.3         | 39.4             | Seoul       | Gangnam-gu    |
| GTX C           | X308   | Yangjae                         | 양재         | 良才          | (342) (D08)                | 5.1         | 44.5             | Seoul       | Gangnam-gu    |
| Tuyến Gwacheon  | X309   | Khu phức hợp Chính phủ Gwacheon | 정부과천청사 | 政府果川廳舍  | (438)                      | 7.8         | 52.3             | Gyeonggi-do | Gwacheon-si   |
| Tuyến Gwacheon  | X310   | Indeogwon                       | 인덕원       | 仁德院        | (440)                      | 3           | 55.3             | Gyeonggi-do | Anyang-si     |
| Tuyến Gwacheon  | X311   | Geumjeong                       | 금정         | 衿井          | (P149) (443)               | 5.3         | 60.6             | Gyeonggi-do | Gunpo-si      |
| Tuyến Gyeongbu  | X311   | Geumjeong                       | 금정         | 衿井          | (P149) (443)               | 5.3         | 60.6             | Gyeonggi-do | Gunpo-si      |
| X312            | Uiwang | 의왕                            | 義王         | (P152)        | 6.4                        | 67.0        | Uiwang-si        | Gyeonggi-do |               |
| X313            | Suwon  | 수원                            | 水原         | (P155) (K245) | 7.8                        | 74.8        | Suwon-si         | Gyeonggi-do |               |

- Depot: Depot Byeongjeom

## Tuyến nhánh
| Số ga       | Tên ga    | Tên ga | Tên ga | Chuyển tuyến | Khoảng cách | Tổng khoảng cách | Vị trí      | Vị trí   |
| Số ga       | Tiếng Anh | Hangul | Hanja  | Chuyển tuyến | Khoảng cách | Tổng khoảng cách | Vị trí      | Vị trí   |
| ----------- | --------- | ------ | ------ | ------------ | ----------- | ---------------- | ----------- | -------- |
| △ Indeogwon |           |        |        |              |             |                  |             |          |
| X311        | Geumjeong | 금정   | 衿井   | (P149) (443) |             | 60.6             | Gyeonggi-do | Gunpo-si |
| X311-1      | Sangnoksu | 상록수 | 常綠樹 | (448)        |             | 72.3             | Gyeonggi-do | Ansan-si |